# Dlhé diely
Dlhé diely (historický místní název Longital) jsou místní částí bratislavské městské části Karlova Ves.

## Historie
V lokalitě, kde nyní stojí Dlhé diely, se ještě koncem 70. let 20. století nacházely vinohrady, produkující velmi kvalitní révu, známou ještě z dob Rakousko-Uherska, kdy byla vyhledávána v celé monarchii. Dále zde byly zahrady, ve kterých se pěstovalo převážně ovoce, jako např. Karloveský angrešt, taktéž známý již z dob Rakousko-Uherska. Počátkem 80. let zde započala mohutná panelová výstavba, která navždy proměnila charakter a vzhled oblasti. Vinohrady musely ustoupit panelové zástavbě a v současnosti víno a angrešt pěstuje již jen pár starousedlíků převážně ve staré Karlově Vsi.

## Geografie
Dlhé diely spadají pod městskou část Karlova Ves. Leží na západě Bratislavy v kopcovitém terénu poblíž hranice s Rakouskem, od které ji odděluje jen Dunaj. Je odtud výhled na ostatní části Bratislavy i rakouský Hainburg. Dlhé diely leží na úpatí Malých Karpat, díky čemuž je zdejší terén velmi kopcovitý. Hned za sídlištěm začíná Chráněná krajinná oblast Malé Karpaty.
Dlhé diely sousedí s Děvínem a Dúbravkou.

## Podnebí
Stejně jako v ostatních částech Bratislavy panuje ve zdejší oblasti mírné kontinentální klima. Průměrná roční teplota je zde 10 °C. Zajímavostí Dlhých dielov je však častá odlišnost počasí od ostatních bratislavských částí. Vlivem kopcovitého terénu bývají Dlhé diely na podzim často pohlceny mlhou, zatímco v Karlově Vsi již mlha nepanuje. Podobně v zimě zde mnohdy padá sníh i tehdy, kdy v jiných bratislavských částech nesněží.

## Parky, lesy, flóra, fauna
Dříve se Dlhé diely vyznačovaly dostatkem zeleně včetně travnatých ploch. V poslední době ovšem zeleně ubývá zejména z důvodu rozsáhlých stavebních projektů, aniž by byla výstavba patřičným způsobem regulována. Na okraji městské části se nachází jezuitský les, na dvorech mezi panelovými domy jsou travnaté plochy a množství vysazených stromů různých druhů.

## Ulice a náměstí

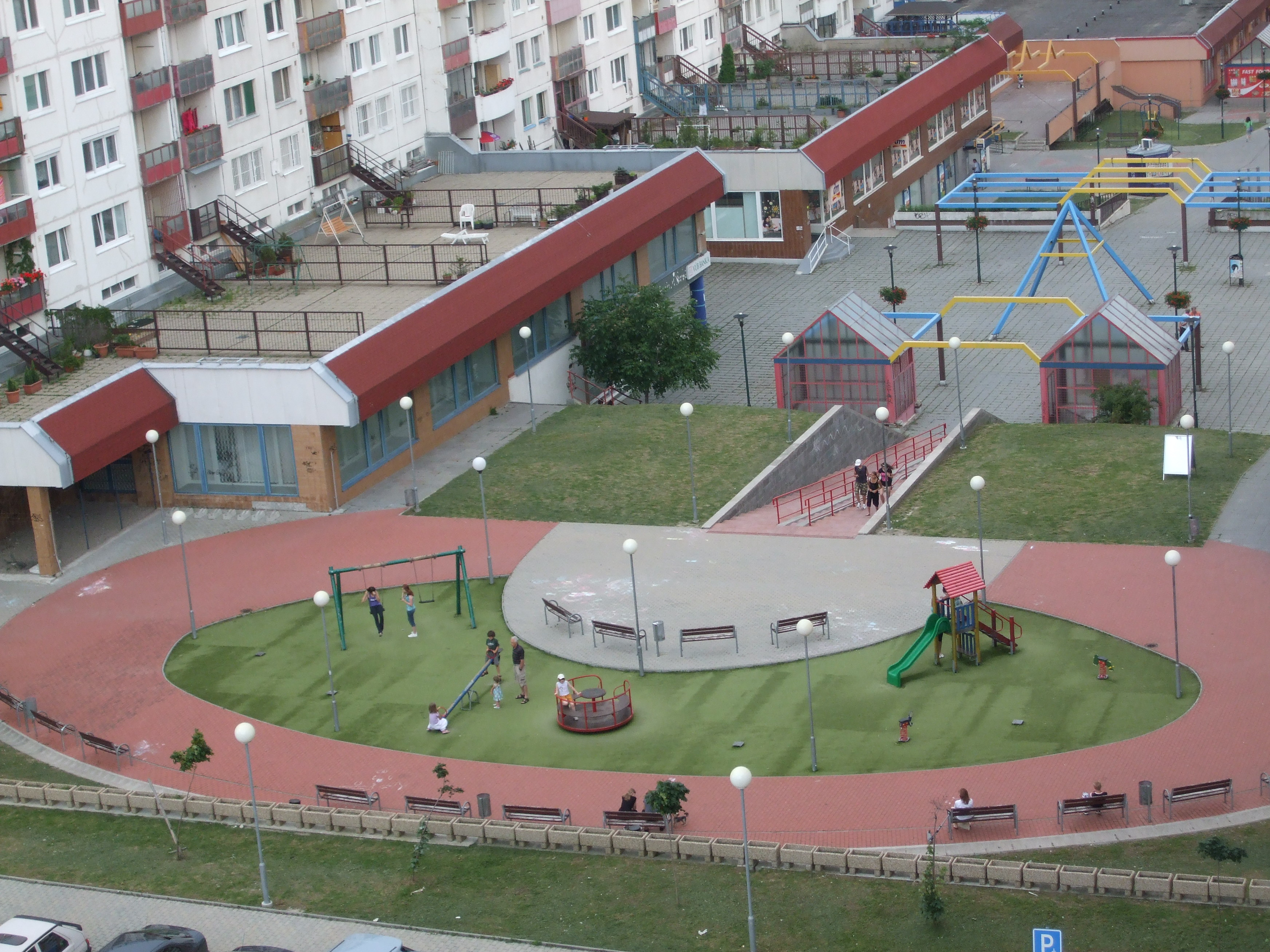
Dětské hřiště a v pozadí dekorační kovové prvky

Hlavním centrem Dlhých dielů je pěší zóna táhnoucí se od ulice Ľudovíta Fully až po Cikkerovu ulici. Jejím ústředním bodem je náměstí před supermarketem Billa s lavičkami a občerstvením s posezením. Lampy zdobí okrasné živé květy a výše v okolí jsou vysázeny stromy. Na tomto náměstí jsou zajímavé zejména kovové prvky nejrůznějších tvarů. Ulice městské části jsou zpravidla pojmenovány po významných osobnostech. Tři ulice nesou stejné jméno jako celé sídliště – Dlhé diely I až III. Na těchto ulicích se nacházejí hlavně rodinné domy, zpestřující převážně panelovou okolní lokalitu. K ulicím nesoucím jména významných osobností patří např. ulice Ľudovíta Fully, Jamnického ulice či ulice Hany Meličkové.

## Vzdělávací instituce
Při výstavbě Dlhých dielů byly postaveny tři základní školy. Dvě z nich, Základní škola Alexandra Dubčeka a Základní škola Jana Amose Komenského, se v roce 2004 spojily. Do školního objektu se v roce 2006 nastěhovalo soukromé gmynázium Esprit, které si od školního roku 2009/2010 pronajalo část budovy bývalé Základní školy Jana Amose Komenského. V budově od 1. září 2008 působí Soukromá základní škola pro nadané děti (SZŠ CENADA), podílející se i na experimentálním ověřování vzdělávání nadaných dětí (ve věku 4 až 6 let) v prvních ročnících základní školy. Od 1. září 2014 zde začalo působit i osmileté Soukromé gymnázium pro žáky s všeobecným intelektuálním talentem (SG CENADA). Za školou je i velký sportovní areál, k němuž zanedlouho přibude i víceúčelová sportovní hala.
Třetí (po spojení škol A. Dubčeka a J.A. Komenského druhou) základní školou v pořadí je Základní škola Veternicová 20. Začala se stavět ještě v době výstavby sídliště Dlhé diely, dokončena však byla až v r. 2002. Stala se tak jednou z nejnovějších škol v Bratislavě, k jejím slabinám však patří malý areál, nedostatečné prostory a malá vybavenost. V městské části se přirozeně nachází rovněž několik mateřských škol.
Nedaleko Dlhých dielů ve staré Karlově vsi stojí i střední škola, a to Gymnázium Ladislava Sáry, které kromě plnění všeobecné vzdělávací funkce nabízí i bilingvální vzdělávací program s italštinou.

## Architektura
Sídliště Dlhé diely není zdaleka jednotvárné. Nachází se zde velký počet panelových domů od čtyřposchoďových až po nejvyšší dvanáctiposchoďové postavené v letech 1987–1993. Téměř každý blok domů má odlišný nátěr i charakter. Mnohé z nich jsou již zateplené a opatřené vkusnou fasádou. Z ostatní zástavby vyčnívají nové bytové objekty, z nichž dva nejvyšší
mají přes 20 poschodí. Od roku 1997 zde byly postaveny více než tři desítky novostaveb různého typu. Moderní stavby na sídlišti jsou však často pstaveny na úkor zeleně. V roce 2004 proběhla oprava zpustlého nedokončeného mostu u supermarketu Billa vedoucího k areálu nového bytového komplexu.
Zajímavou stavbou je budova připomínající maják.

## Gastronomická zařízení
Ve čtvrti se nachází velké množství provozoven občerstvení, restaurací, barů a krčem. Důsledkem velkého konkurenčního boje jsou přijatelné ceny a hojná návštěvnost. K nejznámějším podnikům patří např. pizzerie a restaurace Belavijo, restaurace Rotunda, palačinkárny Mexiko a Vikaro, pizza a pasta Hubertino, restaurace La Martine, restaurace Green Town aj. Všechny zmíněné podniky nabízejí i denní menu. Některé provozovny nabízejí donášku a rozvoz, jako např. pizzerie Paradiso, pizzerie Prix, bageterie Rúra či pizzerie Pepano. Je zde i velký počet pubů a barů jako např. Long Pub, Pub u Hada, Pub u Kľúčika, Kavárna Melissa, Coins Pub, Budějovická pivnice apod.

## Sport
Sídliště Dlhé diely poskytuje bohaté možnosti k provozování sportů. Nachází se zde několik hřišť. Na ulici Jamnického bylo postaveno víceúčelové hřiště na fotbal, basketbal, tenis či hokejbal. Disponuje i menší lezeckou stěnou. Další velký sportovní areál stojí u školy A. Dubčeka. Jsou zde hřiště na tenis, basketbal, běžecká dráha a malé fotbalové hřiště s umělou trávou.

## Obchodní síť
Při výstavbě sídliště se původně počítalo s jediným obchodním střediskem – obchodním centrem Pátek, později koupeným Delvitou, v současné době je v objektu provozován supermarket Billa. V prosinci 2009 přibyla na Kresánkově ulici samoobsluha Tesco Expres, čímž se alespoň částečně zmírnil nedostatek nákupních možností. Další Tesco Expres přibylo počátkem roku 2011 na Majerníkově ulici, čímž se Dlhé Diely staly jediným sídlištěm na Slovensku, kde jsou dvě prodejny Tesco Expres vzájemně nejbližšími obchody. V r. 2011 se otevřel rovněž komplex supermarketu Terno na Kresánkově ulici přímo naproti prodejně Tesco Expres, čímž získali občané možnost širokého nákupního výběru. Na Karloveské ulici stojí hojně navštěvovaný supermarket Lidl, otevřený v roce 2008. Menší soukromé obchody postupně zanikají v důsledku konkurenčního tlaku. Sídliště stále čeká na vlastní obchodní dům, nabízející nejširší spektrum služeb pod jednou střechou. Jeho výstavba se plánuje v Karlově vsi v místě Bratislavské vodárenské služby.

## Občanská vybavenost

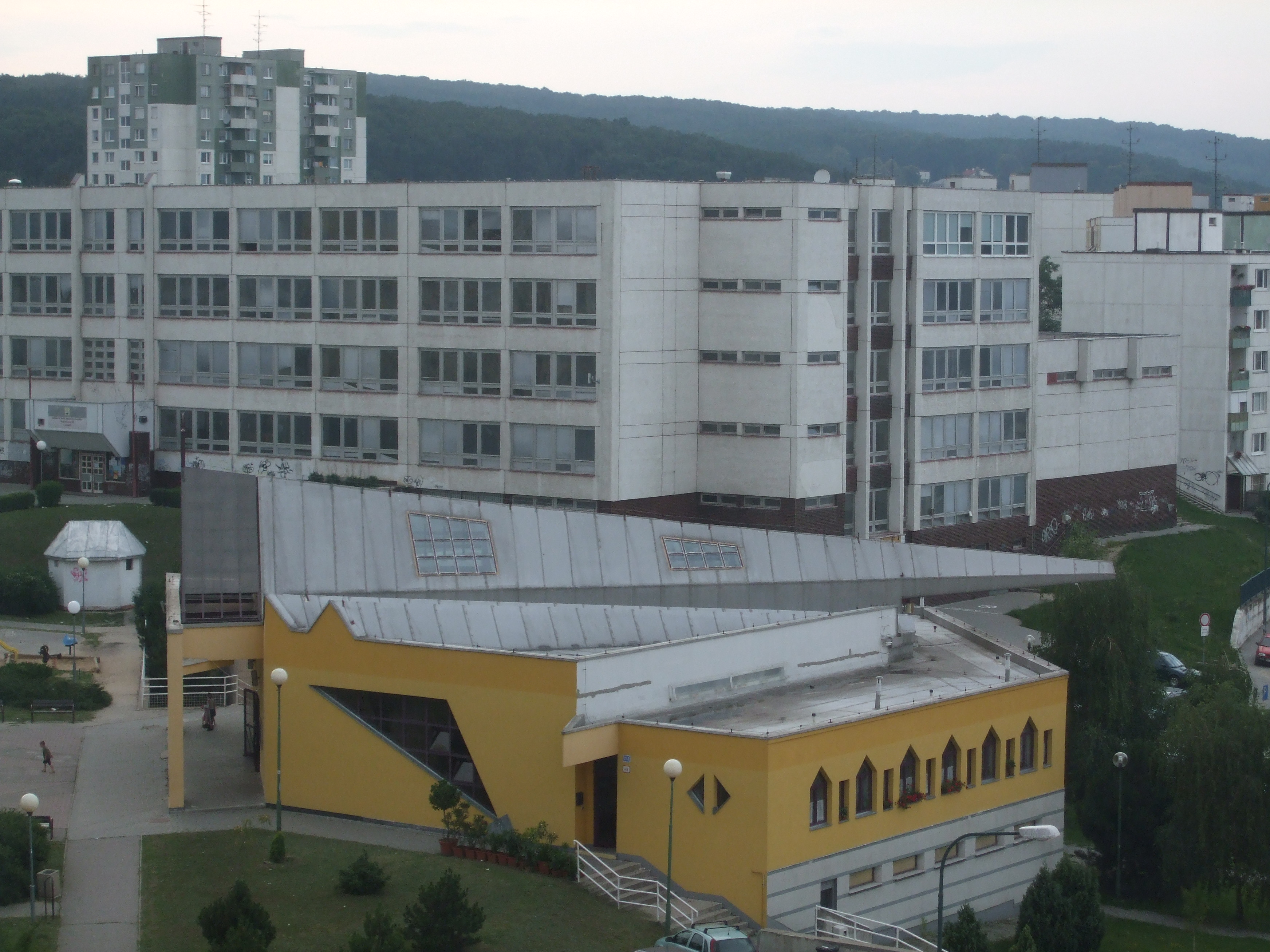
Kostel a základní škola

Méně dostatečnou obchodní síť obyvatelům sídliště kompenzuje dobrá úroveň občanské vybavenosti. Sídlí zde několik menších firem, občanům je k dispozici síť lékáren a lékařů. V minulosti se na sídlišti plánovalo zřízení zdravotního střediska, které se ovšem pro nedostatek finančních prostředků nikdy nedokončilo a na jeho místě dnes stojí nájemní byty. Na sídlišti byla zřízena první Slovenská samoobslužná prádelna, dále se zde nachází půjčovna DVD a Blu-ray disků House of Fun, kadeřnické a kosmetické salony, Zelovoc nabízející ovoce a zeleninu, stánky s tiskem, domácí potřeby, drogerie DM Markt, papírnictví, železářství, kopírovací služby, zámečnictví aj. služby. Sídliště má i vlastní provozovnu pošty s pobočkou poštovní banky. Dále jsou zde filiálky bankovních institucí Slovenská sporiteľňa, VÚB, Tatra Banka, ČSOB a Prima banka.

## Společenské problémy
Dlhé diely netrápí téměř žádné společenské problémy. Čtvrť je situována v bratislavském obvodě s nejmenší kriminalitou z celé Bratislavy. Díky nízké kriminalitě zde policie nemusí řešit mnoho problémů.

## Doprava
Doprava představuje Achillovu patu sídliště, které bývá vlivem kopcovitého terénu při hustším zimním sněžení mnohdy neprůjezdné. Do roku 2006 zde jezdily jen krátké autobusy, již od konce 90. let kapacitně nedostačující. Již od počátků jeho výstavby bylo na sídlišti v plánu zřízení trolejbusové dopravy, první trolejbusy zde ovšem začaly jezdit až v roce 2006. Jde o trolejbusy Škoda 25Tr, první trolejbusy na Slovensku s duálním pohonem – elektrickým i dieselovým. Trolejbusy jsou v přední části nízkopodlažní, v zadní části mají jeden schod. Trať těchto trolejbusů není napojena na ostatní trolejovou síť. Byť je napojení plánováno, stále se odkládá. Při plánování metra se myslelo i na Dlhé diely, kde mělo mít jednu nebo dvě zastávky. Vzhledem ke skutečnosti, že v dohledné době se výstavba metra v Bratislavě realizovat nebude, bude sídliště i nadále závislé pouze na trolejbusové dopravě.
Problém automobilové dopravy představují zejména ranní kolony a chybějící pruh pro autobusy, takže v kolonách stojí i trolejbusy. V minulosti se plánovalo vybudovat zvláštní pruh pro autobusy od zastávky Hany Meličkové až po Molecovu, dodnes k tomu však nedošlo.

### Další projekty
- Obrázky, zvuky či videa k tématu Dlhé diely na Wikimedia Commons